# 조바노티
로렌조 케루비니(Lorenzo Cherubini, 1966년 9월 27일 ~ )는 조바노티(Jovanotti)라는 예명으로 잘 알려진 이탈리아의 래퍼이다.